# Антонио Пиетранджели
Антонио Пиетранджели (на италиански: Antonio Pietrangeli) е италиански филмов режисьор. 

## Биография
Започва да пише филмови рецензии за известни италиански списания като „Bianco e Nero“ и „Cinema“. Работи в проекти на режисьорите Лукино Висконти, Алесандро Блазети, Роберто Роселини и Алберто Латуада.
Неговият режисьорски дебют е „Слънце в очите“ (1953). Акценти в кариерата му включват „Познавах я добре“ (1965) и „Адуа и компания“ (1960). Той спечели „Сребърна лента“ за най-добър режисьор за „Познавах я добре“.
49-годишният Пиетранджели се удавя в залива на Гаета на 12 юли 1968 г., след падане от скала по време на работа.

## Избрана филмография
| година | филм             | оригинално заглавие  | бележки |
| ------ | ---------------- | -------------------- | ------- |
| 1953   | Слънце в очите   | Il sole negli occhi  |         |
| 1960   | Адуа и компания  | Adua e le compagne   |         |
| 1965   | Познавах я добре | Io la conoscevo bene |         |